# .222 Remington

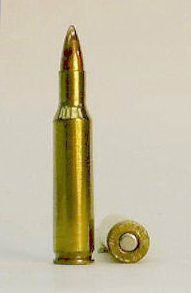
Náboj .222 Remington

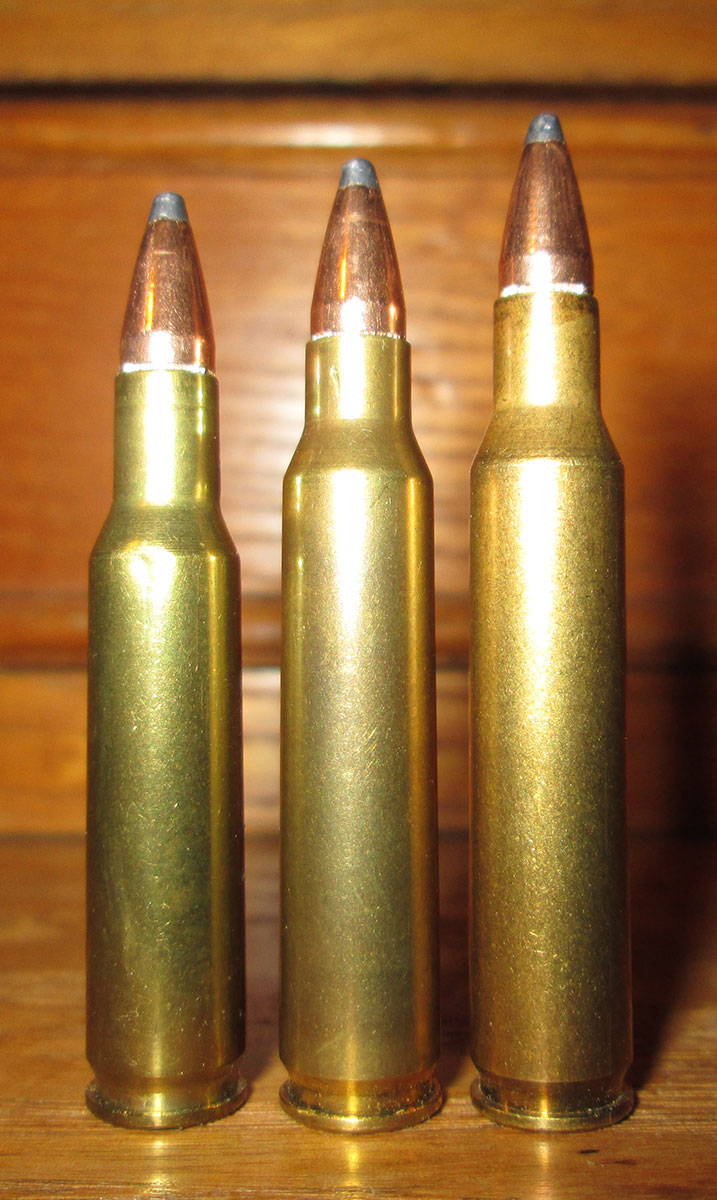
Zleva .222, .223 a .222 Magnum

.222 Remington je puškový náboj se středovým zápalem uvedený na trh v roce 1950 v USA. Jedná se o první komerční bezokrajový náboj vyrobený v USA. Vyrobil ho Mike Walker. Jednalo se o zcela novou konstrukci, nebyla odvozena od žádného předchozího náboje.

## Použití
.222 Remington byl poprvé představen v opakovací pušce Remington 722 a okamžitě dosáhl úspěchu. V té době bylo velmi neobvyklé, aby sériově vyráběné pušky dosahovaly na vzdálenost 100 yardů (91 m) rozptylu do 1 úhlové minuty bez jakéhokoliv tuningu. Přesnost a z balistického hlediska velmi plochá trajektorie letu tohoto náboje měla za následek, že se začal velice rychle používat pro lov malé škodné a pro benchrest shooting. Po několik desetiletí se jednalo o nejlepší náboj pro dané disciplíny. Sice existovaly výkonnější náboje, zejména .220 Swift a .22-250 Remington, které měly větší dostřel. Ale vzhledem k tomu, že se do nich dávalo více střelného prachu (do .222 Remington průměrně 25 grainů prachu, do .22-250 průměrně 41 grainů a do .220 Swift 46 grainů), což má za následek vyšší cenu, větší zpětný ráz a větší opotřebení hlavně.
Tento náboj je velmi populární i v Evropě. Jako první výrobce zde představila tuto munici a zbraně pro ni komorované firma Sako. Němečtí a rakouští lovci si ho velmi rychle oblíbili pro lov menší vysoké zvěře.

## Zastarání
Pro použití na benchrest shooting byl tento náboj překonán nábojem 6 mm PPC, který byl vytvořen speciálně pro tuto disciplínu.
Pro ostatní použití se místo něj používá civilní verze náboje 5,56 × 45 mm označovaná jako .223 Remington. Ta je částečně odvozena z náboje .222 Remington (pro historii vývoje viz 5,56 × 45 mm nebo .223 Remington)

## Náboje odvozené z.222 Remington
- .223 Remington
- .221 Remington Fireball
- .204 Ruger

## Specifikace
- Průměrná hmotnost střely: 50 grainů
- Průměrná úsťová rychlost: 950 m/s
- Průměrná úsťová energie: 1 500 J
- Průměr střely: 0,224″ (5,69 mm)
- Typ zápalky: malá pušková

## Synonyma názvu
- .222 Remington Rimless
- .222 Magnum
- .22 Remington
- 5,6 × 43 Remington
- 5,6 × 43 Sako
- SAA 0580
- 5,6 × 43 mm[3]

## Příklady zbraní používající tento náboj
- Armalite AR-11
- Beretta Model 500
- CZ-527
- Velké množství pušek firmy Remington např. Remington Mohawk 600[4]